# Chevry (Voire)
Der Chevry (französisch: Ruisseau de Chevry) ist ein kleiner Fluss in Frankreich, der in der Region Grand Est verläuft. Er entspringt an der Gemeindegrenze von Chavanges und Arrembécourt, entwässert anfangs in östlicher Richtung, wendet sich später abrupt nach Süden und mündet nach insgesamt rund 15 Kilometern an der Gemeindegrenze von Rives Dervoises und Lentilles als rechter Nebenfluss in die Voire. In seinem Unterlauf durchquert der Chevry das Naturschutzgebiet Reserve Naturelle de l’Étang de la Horre und bildet dort die Grenze zwischen den Départements Aube und Haute-Marne.

## Orte am Fluss
(Reihenfolge in Fließrichtung)
- Le Châtelier, Gemeinde Chavanges
- Joncreuil
- Bailly-le-Franc
- Rupt de Chevry, Gemeinde Rives Dervoises
- La Horre, Gemeinde Lentilles